# Astracantha barbeyana
Astracantha barbeyana là một loài thực vật có hoa trong họ Đậu. Loài này được (POST) Podl. miêu tả khoa học đầu tiên năm 1983.